# Chajim Boger
Chajim Boger (hebrejsky: חיים בוגר, rodným jménem Chajim Bugrašov, 25. září 1876 – 8. června 1963
) byl sionistický aktivista, izraelský politik a poslanec Knesetu za stranu Všeobecní sionisté.

## Biografie
Narodil se na Krymu v tehdejší Ruské říši (dnes Ukrajina). Získal židovské vzdělání na gymnáziu v Rusku a doktorát na Universität Bern. Učil na hebrejských školách v Rusku. V roce 1906 přesídlil do dnešního Izraele. Patřil mezi zakladatele střední školy Gymnázium Herzlija v Tel Avivu a byl jejím prvním ředitelem v letech 1919–1951. Po první světové válce zřídil telavivskou čtvrť Nordija jako řešení bytové otázky pro nemajetné obyvatele.

## Politická dráha
V mládí se zapojil do činnosti sionistických organizací. Patřil mezi předáky sionistické skupiny, která odmítala Ugandský plán. Účastnil se všech sionistických kongresů od 6. do 20. kongresu. Patřil mezi předáky hnutí ha-Guš ha-Mizrachi. Zasedal v předsednictvu Všeobecných sionistů.
V izraelském parlamentu zasedl po volbách v roce 1951, kdy kandidoval za Všeobecné sionisty. Byl členem parlamentního výboru pro vzdělávání a kulturu. V Tel Avivu se po něm jmenuje ulice rechov Bograšov.